# Evangelische Kirche Hohenfichte

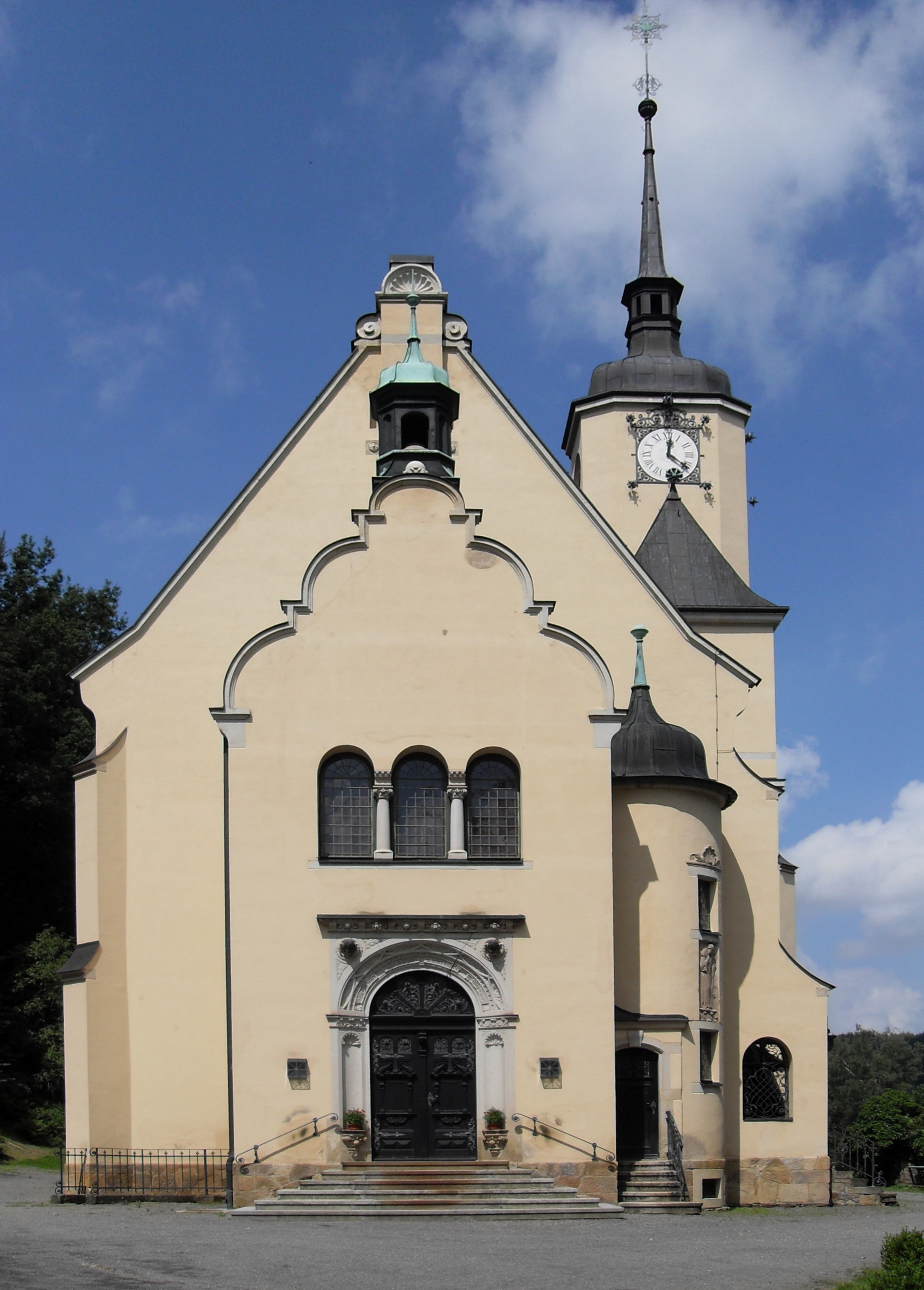
Evangelische Kirche Hohenfichte

Die evangelische Kirche Hohenfichte ist die evangelisch-lutherische Pfarrkirche von Hohenfichte, einem Ortsteil der sächsischen Gemeinde Leubsdorf im Landkreis Mittelsachsen. Sie gehört der Evangelisch-Lutherischen Landeskirche Sachsens an.

## Geschichte
Seit der Reformation war Hohenfichte in die evangelische Stadtkirche St. Petri in Schellenberg bzw. Augustusburg eingepfarrt gewesen, nach deren Brand am 16. April 1893 in Hohenfichte eine eigene Pfarrei gegründet wurde. Mit Planung und Errichtung eines eigenen Kirchenbaus wurde das Dresdener Architekturbüro Schilling & Graebner beauftragt, das auch die gleichzeitige Neuausstattung der brandzerstörten Augustusburger Stadtkirche übernahm. Die Finanzierung des 1896 vollendeten Kirchenneubaus wurde größtenteils seitens des Inhabers der örtlichen Baumwollspinnerei, Max Eugen Hauschild, getragen.

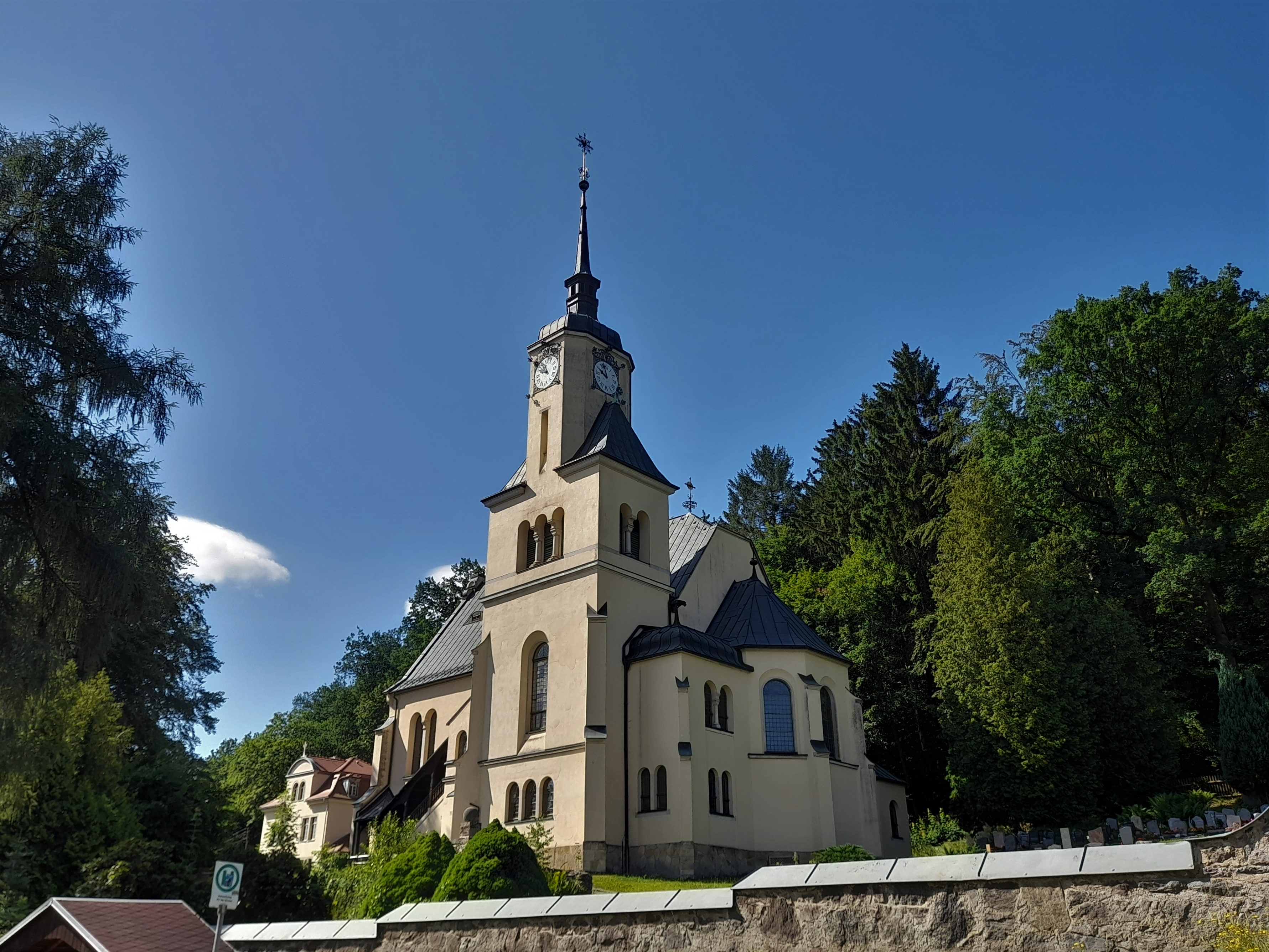
Ansicht von der Bahnhofsstraße

## Architektur
Die oberhalb der Flöha am Hang gelegene Kirche bildet mit den oberhalb der Flöha gelegenen Baumwollspinnereien im Tal eine malerische Baugruppe. Die Saalkirche im Stil der deutschen Renaissance mit Verwendung von Jugendstilelementen wurde nach einer Stiftung des Fabrikanten Max Eugen Hauschild nach Plänen des Architekturbüros Schilling & Graebner im Jahr 1896 erbaut. Das additiv und asymmetrisch auf eine malerische Wirkung hin konzipierte Bauwerk ist vergleichbar mit der Kirche Stenn im Landkreis Zwickau, Restaurierungen wurden in den Jahren 1980 und seit 1997 durchgeführt.
Das Bauwerk ist ein verputzter Bruchsteinbau mit Strebepfeilern, der eingezogene Chor endet mit einem Dreiachtelschluss. An der Südseite des Chores schließt sich die Sakristei an, ebenfalls mit Dreiachtelschluss, an der Nordseite der sogenannte Taufraum. Daneben steht der Turm, zu dem eine überdachte hölzerne Außentreppe hinaufführt; der Abschluss wird durch eine Haube mit Laterne und hoher Spitze gebildet. Im Osten erschließt ein stattliches Sitznischenportal in Neorenaissanceformen das Bauwerk, am nördlichen Treppenturm ist ein flaches Relief des Guten Hirten angeordnet.
Das Innere ist geprägt von einem offenen Dachstuhl mit Hängezapfen und vegetabil geschwungenen Verstrebungen, die Zuganker sind mit Drachenköpfen gestaltet. Eingeschossige Emporen sind an der Nord- und Ostseite auf gedrungenen Säulen eingebaut, die Sandsteinbrüstungen sind mit Engeln in flachem Relief verziert, die Kartuschen mit Bibelzitaten halten. Nur an der nordwestlichen ehemaligen Orgelempore sind Holzbrüstungen mit gekuppelten Blendbögen angebracht. Hier sind an der Wand Weinranken in flachem Stuckrelief zu sehen. Der Triumphbogen vermittelt zum Chor mit gebustem Gratgewölbe.

## Ausstattung
Die wertvolle Ausstattung mit Altar, Kanzel, Orgelprospekt und Gestühl ist einheitlich aus Holz in Neurenaissance- und Jugendstilformen gestaltet, der Taufstein aus Sandstein. Der geschnitzte Altar ist aus Eichenholz, das Altarbild wurde von Matthias Schmid aus München geschaffen und zeigt Christus und die Kinder. Der dekorative Rahmen ist in manieristischer Übersteigerung von Renaissancemotiven sowie teilweise Anklängen von Jugendstil gestaltet. Die reich geschnitzte polygonale Kanzel ruht auf einer gedrungenen Sandsteinsäule, der Korb ist reich mit Muschel- und Blattmotiven, Engeln, Blattranken und Hängezapfen versehen; ebenso das polygonale Taufbecken aus Sandstein, das auf einer bauchigen Säule ruht.

### Orgel
Die ursprünglich mit 22 Registern ausgestattete Orgel mit Neorenaissance-Prospekt wurde 1896 von der Firma Jehmlich Orgelbau Dresden (Bruno und Emil Jehmlich) erbaut und auf der seitlichen Empore aufgestellt. 1940 wurde sie durch dieselbe Orgelbaufirma auf die stirnseitige Empore versetzt und dabei auf 29 Register erweitert. Dabei wurden zugleich die ursprünglichen mechanischen Kegelladen durch eine pneumatische Traktur ersetzt. 2010–2012 fand eine Wiederherstellung durch Orgelbauer Georg Wünning statt. Die Orgel besitzt folgende Disposition:
| Hauptwerk |               |        |
| 1.        | Bourdun       | 16′    |
| 2.        | Principal     | 08′    |
| 3.        | Rohrflöte     | 08′    |
| 4.        | Gamba         | 08′    |
| 5.        | Oktave        | 04′    |
| 6.        | Gemshorn      | 04′    |
| 7.        | Oktave        | 02′    |
| 8.        | Quinte        | 2 2/3‘ |
| 9.        | Mixtur III–IV |        |
| 10.       | Trompete      | 08′    |

| Positiv |                  |       |
| 11.     | Salicional       | 8′    |
| 12.     | Lieblich Gedackt | 8′    |
| 13.     | Dolce            | 8′    |
| 14.     | Vox Coelestis    | 8‘    |
| 15.     | Geigenprincipal  | 8‘    |
| 16.     | Salicet          | 4′    |
| 17.     | Oktavflöte       | 2′    |
| 19.     | Quinte           | 1 ⁄3′ |
| 22.     | Oboe             | 8′    |

| Pedal |                       |     |
| 23.   | Principal             | 16′ |
| 24.   | Subbass               | 16′ |
| 25.   | Oktave                | 08′ |
| 26.   | Flötenbass            | 08′ |
| 27.   | Choralbass            | 04′ |
| 28.   | Italienisch Principal | 02′ |
| 29.   | Liebliche Posaune     | 16′ |

### Glocken
Das ursprüngliche Geläut von drei Bronzeglocken aus der Dresdener Glockengießerei C. Albert Bierling wurde 1917 bei der Glockenabgabe im Ersten Weltkrieg bis auf die kleinste Glocke beschlagnahmt, desgleichen im Zweiten Weltkrieg die 1925 als Ersatz beschafften Glocken. An ihre Stelle traten 1963 drei Stahlglocken, während die erhaltene kleine Glocke des alten Geläutes an eine andere Kirchgemeinde abgegeben wurde.